# Бейтаун (Техас)
Бейтаун (англ. Baytown) — город в США в округах  Харрис  и Чеймберс штата Техас.  
Расположенный в агломерации Большой Хьюстон, он находится на северной стороне залива Галвестон недалеко от устья рек Сан-Хасинто и Буффало-Байю. Это шестой по величине город в этой агломерации и седьмое по величине сообщество (включая СОМ Те-Вудлендс). Основные автомагистрали, обслуживающие город, включают шоссе SH-99, шоссе SH-146 и I-10. По данным переписи населения США 2020 года, население Бейтауна составляло 83 701 человек, а в 2022 году его предполагаемое население составляло 84 324 человека.

## История
Белые американские поселенцы впервые прибыли на территорию нынешнего Бейтауна в 1822 году. Город Бейтаун, как он известен сегодня, был официально основан 24 января 1948 года.

## Население
| Год переписи                                                                                                   | Нас.  |  | %±    |
| --- | ----- |  | ----- |
| 1950 | 22983 |  | —     |
| 1960 | 28159 |  | 22,5% |
| 1970 | 43980 |  | 56,2% |
| 1980 | 56923 |  | 29,4% |
| 1990 | 63850 |  | 12,2% |
| 2000 | 66430 |  | 4%    |
| 2010 | 71802 |  | 8,1%  |
| 2020 | 83701 |  | 16,6% |
| 1950–2020 Десятилетние переписи населения США 1850–1900 1910 1920 1930 1940 1950 1960 1970 1980 1990 2000 2010 |       |  |       |